# Fábio Giuntini
Fábio Giuntini, conocido como Fabinho o Giunti (nacido en São Paulo el 16 de diciembre de 1972), es un exfutbolista y actual entrenador brasileño. Se desempeñó como delantero y desarrolló su carrera en seis países. Su último club como entrenador fue Primavera, en 2015.

## Carrera

### Como futbolista
Llegó a Rosario Central de Argentina en 1992 para integrar sus divisiones juveniles; lo acompañaron sus compatriotas Christiano y Juca. Dejó el cuadro rosarino sin llegar a debutar en el primer equipo. Pasó entonces por Operário Futebol Clube para luego emigrar al fútbol europeo. Su primer destino fue España, fichando por Reus. Luego dio inicio a una larga etapa en el fútbol de ascenso de Bélgica; allí jugó entre 1996 y 2004, destacándose su paso por Cercle Brugge como el club más importante en el que se desempeñó. De nuevo en su país, vistió las casacas de Roma de Apucarana y Potiguar, para emigrar nuevamente, esta vez al fútbol de Emiratos Árabes Unidos. En 2007 cerró su carrera en Arouca de Portugal.

### Como entrenador
Tras formarse en suelo europeo, actuando como auxiliar en el fútbol belga, Giuntini inició su trayectoria como entrenador principal en el fútbol de ascenso brasileño. Su primer club fue Saad Esporte Clube en 2008; luego le siguieron FC Cascavel (2010), Rio Preto (2010), Grêmio Barueri (2010-2011), Roma de Apucarana (2012), Globo FC (2013), Vitória da Conquista (2013), Comercial (2013). En 2015 se hizo cargo de Espírito Santo. club con el que se coronó campeón invicto en la Segunda División del Campeonato Capixaba, torneo estadual de Espírito Santo. Dejó el club por motivos familiares tras el título, firmando ese mismo año por Primavera.

## Clubes

### Como futbolista
| Club                    | País                   | Año       |
| ----------------------- | ---------------------- | --------- |
| Rosario Central         | Argentina              | 1992      |
| Operário Futebol Clube  | Brasil                 | 1993      |
| Remo                    | Brasil                 | 1993      |
| Alegrense               | Brasil                 | 1994      |
| Reus                    | España                 | 1995-1996 |
| KSC Wielsbeke           | Bélgica                | 1996-1997 |
| KSV Waregem             | Bélgica                | 1997-1999 |
| Cercle Brugge           | Bélgica                | 1999-2000 |
| FC Molenbeek            | Bélgica                | 2000-2001 |
| KV Kortrijk             | Bélgica                | 2002-2003 |
| Verbroedering Dender    | Bélgica                | 2003-2004 |
| Potiguar                | Brasil                 | 2006      |
| Al-Jazira Sporting Club | Emiratos Árabes Unidos | 2006      |
| Ras Al Khaimah          | Emiratos Árabes Unidos | 2007      |
| Arouca                  | Portugal               | 2007      |

### Como entrenador
| Club                 | País   | Año       |
| -------------------- | ------ | --------- |
| Saad Esporte Clube   | Brasil | 2008-2009 |
| FC Cascavel          | Brasil | 2010      |
| Rio Preto            | Brasil | 2010      |
| Grêmio Barueri       | Brasil | 2010-2011 |
| Roma de Apucarana    | Brasil | 2012      |
| Potiguar             | Brasil | 2012      |
| Globo FC             | Brasil | 2013      |
| Vitória da Conquista | Brasil | 2013      |
| Comercial            | Brasil | 2013      |
| Espírito Santo       | Brasil | 2015      |
| Primavera            | Brasil | 2015      |

## Palmarés
| Equipo         | País   | Título                      | Año  |
| -------------- | ------ | --------------------------- | ---- |
| Espírito Santo | Brasil | Campeonato Capixaba-Serie B | 2015 |